# Kunstpreis Aachen
Der internationale Kunstpreis Aachen wird seit 1983 alle zwei Jahre vom Verein der Freunde des Ludwig Forums für Internationale Kunst, der Stadt Aachen und  „der Aachener Wirtschaft“ verliehen. Mit ihm sollen bereits bekannte Bildende Künstler ausgezeichnet werden, „die der internationalen Kunstszene wesentliche Impulse gegeben haben“ (zit. nach Selbstdarstellung). Die Ehrung ist mit einer Dotation in Höhe von 10.000 Euro und einer Ausstellung im Ludwig Forum verbunden.

## Preisträger
- 1983 Luciano Fabro
- 1985 A. R. Penck
- 1988 Richard Long
- 1990 Ilja Kabakow
- 1992 On Kawara
- 1994 Christian Boltanski
- 1996 Katharina Fritsch
- 1998 Richard Tuttle
- 2000 Michael Asher
- 2002 Tacita Dean
- 2004 Andreas Slominski
- 2006 Roman Signer
- 2008 Aernout Mik
- 2010 Paweł Althamer
- 2012 Phyllida Barlow
- 2014 Paulina Olowska
- 2016 Franz Erhard Walther
- 2018 Walid Raad